# Expédition Gjøa

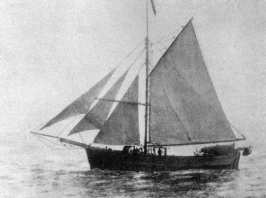
Le Gjøa

L’expédition Gjøa est une expédition maritime commandée par le norvégien Roald Amundsen entre 1903 et 1905-1906 sur le navire Gjøa. Elle fut la première navigation réussie du passage du Nord-Ouest — passage qui relie l'océan Atlantique à l'océan Pacifique par le grand nord canadien —, mettant fin à cette quête de plusieurs siècles.

## Contexte
Le passage du Nord-Ouest était déjà découvert par voie terrestre, en 1822, mais il n'avait jamais été franchi par un navire. Beaucoup de tentatives s'étaient confrontées sans succès aux glaces de l'archipel arctique canadien et nombre d'explorateurs comme Jean Cabot, Jacques Cartier, John Davis, Martin Frobisher, Henry Hudson ou encore John Franklin, avaient dû renoncer à leur projet. Roald Amundsen avait déjà une expérience des conditions polaires via l'expédition antarctique belge.

## L'expédition

Routes communes du passage du Nord-Ouest sur une carte moderne.

En décembre 1900, Amundsen rencontre Fridtjof Nansen qui appuie le projet, et le complète par un but plus scientifique : la recherche du pôle Nord magnétique. Il s'endette et part avec six autres personnes sur un navire de pêche de 47 tonneaux, le Gjøa, qu'il munit d'un petit moteur. Il appareille le 16 juin 1903 d'Oslo.
Les membres de l'expédition sont Roald Amundsen comme chef d'expédition et capitaine du navire, Godfred Hansen, un marin danois et second d'Amundsen, Helmer Hanssen, un marin et pilote expérimenté dans la navigation arctique, Anton Lund (1864-?), un marin expérimenté dans la chasse aux phoques, Peder Ristvedt (no) (1873-1955) et Gustav Juel Wiik, deux mécaniciens et ancien militaire pour ce dernier et, enfin, Adolf Lindstrøm (1866-1939), un cuisinier.
Ils naviguent par la mer de Baffin, les détroits de Lancaster et de Peel, puis les détroits de James Ross et de Rae. Au lieu d'aller à l'ouest de l'île du Roi-Guillaume comme l'avait fait John Franklin, Amundsen décide de longer sa côte est. Le 9 septembre 1903, il ancre le Gjøa sur la côte sud de l'île et passe deux hivers dans une baie qu'il nomme Gjoa Haven,. La taille modeste de son navire et le nombre limité de l'équipage s'est avéré être un avantage pour la navigation en eau peu profonde et la gestion des provisions.
Pendant cette longue période, occupée par des mesures magnétiques, Amundsen se rapproche du campement des Inuits Netsilik et continue patiemment à apprendre les techniques des Inuits auxquelles Frederick Cook l'avait initié. Il apprend à utiliser les chiens d'attelage et à porter des vêtements en peau animale. Après son troisième hiver dans les glaces, il arrive à se frayer un passage dans la mer de Beaufort. Continuant au sud de l'île Victoria, il sort de l'archipel arctique canadien le 17 août 1905, devenant ainsi le premier à franchir le passage du Nord-Ouest mais doit s'arrêter pour hiverner un hiver de plus. Le poste de télégraphe le plus proche étant à 800 kilomètres de là, Amundsen fait un aller-retour par la terre pour envoyer un message relatant le succès de l'expédition, message envoyé le 5 décembre 1905. Il atteint finalement le détroit de Béring, puis Nome, sur la côte pacifique de l'Alaska, le 31 août 1906. Il navigue enfin jusqu'à San Francisco en Californie où l'expédition est accueillie le 19 octobre 1906 malgré le récent séisme dans la ville.

## Postérité

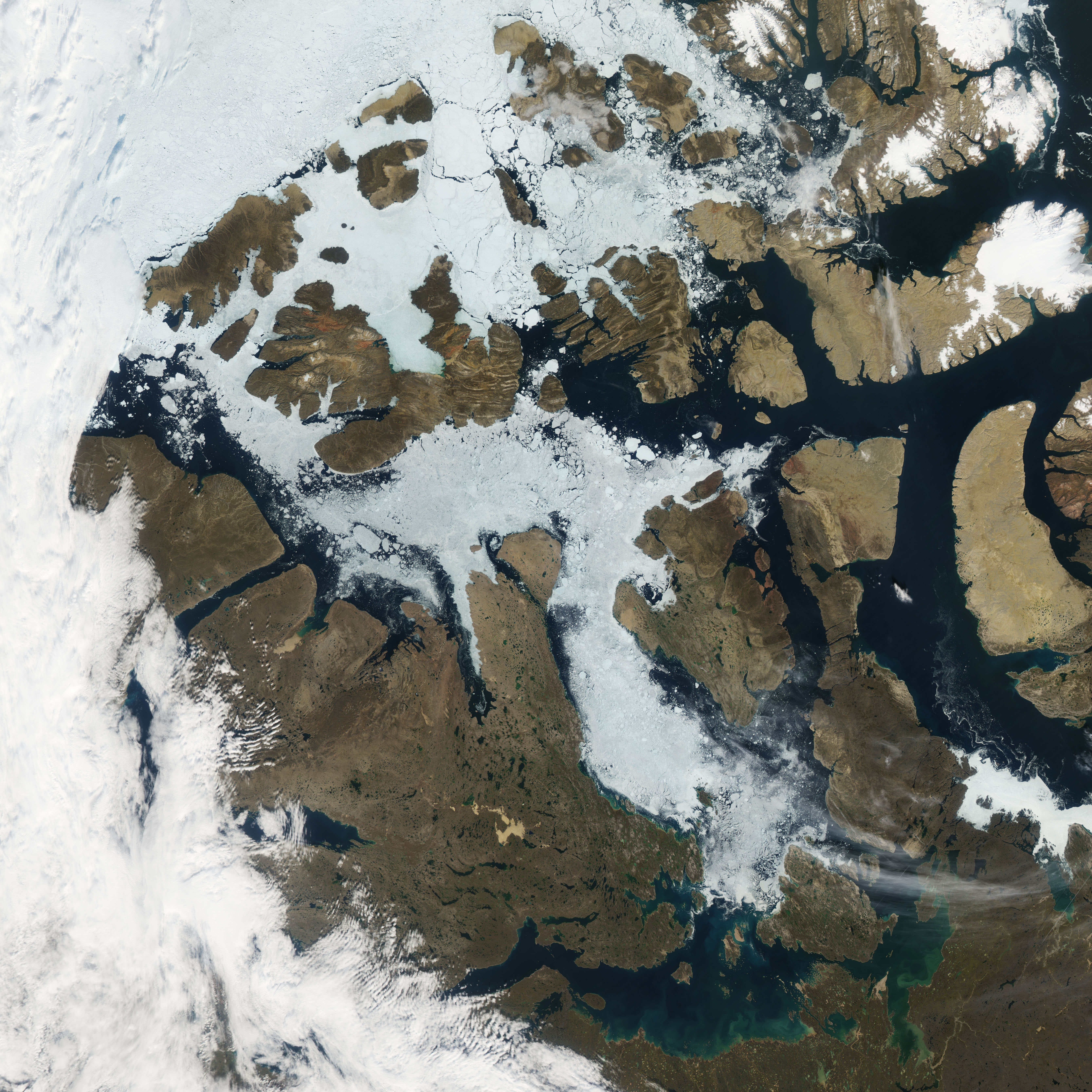
Le passage du Nord-Ouest avec ses zones barrées par la glace en août 2009.

Roald Amundsen mis fin à la quête du passage du Nord-Ouest mais ce dernier reste délaissé en raison des difficultés de navigation. Il faudra attendre jusqu’en 1942 pour qu'un autre navire, le St. Roch de la Gendarmerie royale du Canada, commandé par le sergent Henry Larsen, renouvelle l'exploit.
Un compte-rendu est réalisé : The North-West Passage: Being the Record of a Voyage of Exploration of the ship Gjøa 1903-1907. Amundsen sera par la suite le premier homme au pôle Sud lors de l'expédition Amundsen.
Un monument commémoratif à Gjoa Haven est dédié à l'expédition, de même que depuis 2010, une exposition au centre communautaire local.

### Sources primaires
- (en) Roald Amundsen, The North West Passage, vol. 1, New York, E. P. Dutton and Company, 1908 (OCLC 1157189327, lire en ligne)
- (en) Roald Amundsen, The North West Passage, vol. 2, New York, E. P. Dutton and Company, 1908 (OCLC 1084521725, lire en ligne)